# دریابری
دریابری (انگلیسی: Sealift) واژه‌ای است که بیشتر در آماد نظامی به کار می‌رود و اشاره به استفاده از کشتی باری برای انتقال سازوبرگ نظامی مانند نیرو، تجهیزات، وسائل و مانند این‌ها دارد. توانایی گسترده در این بخش و دیگر بخش‌های ترابری نظامی مانند ترابری هوایی یک ابزار پایه‌ای برای قدرت‌نمایی کشورها است.

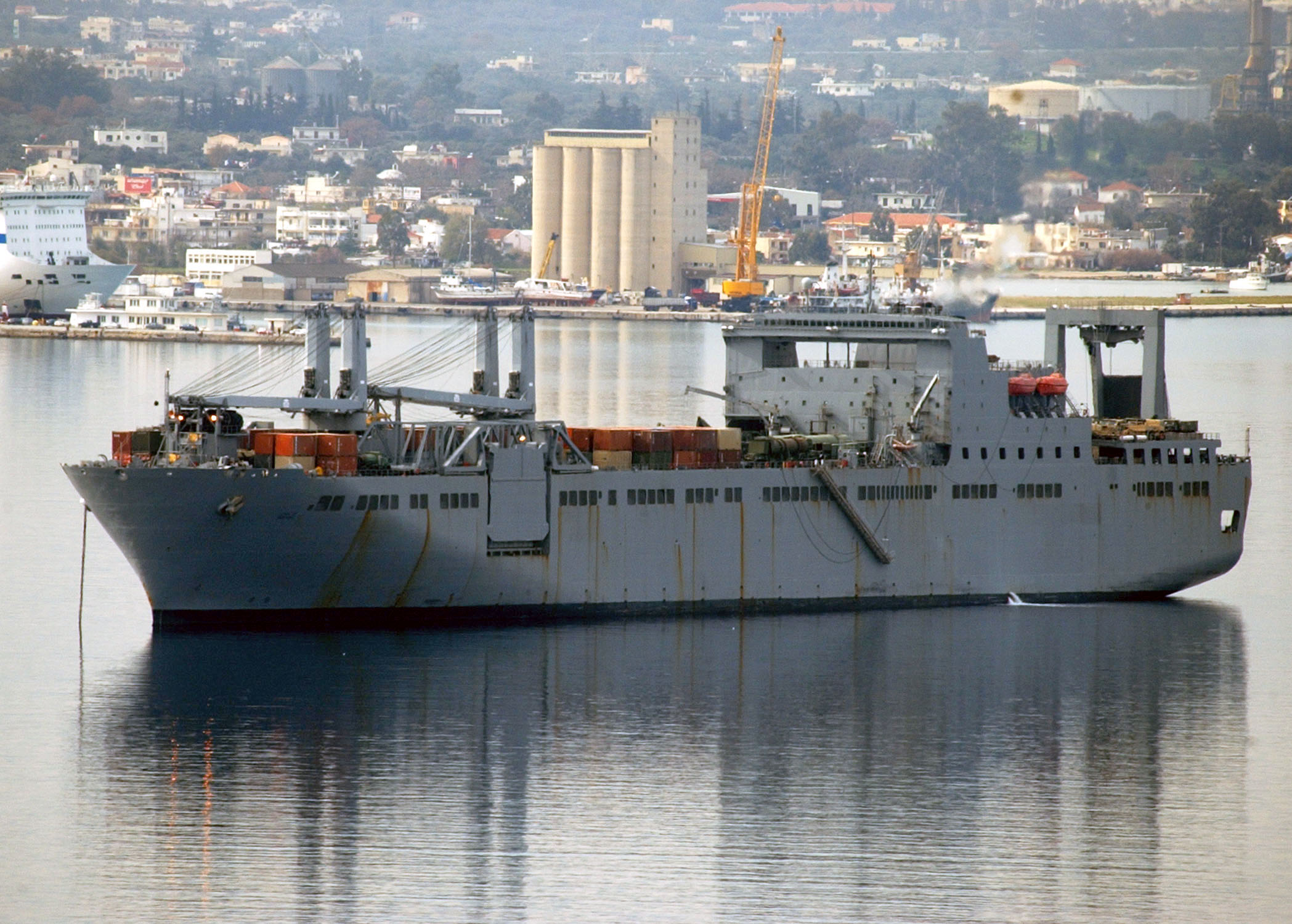
ناو یواس‌ان‌سی باب هوپ یک کشتی غیر رزمی است که در نیروی دریایی ایالات متحده آمریکا تحت امر فرماندهی دریابری نظامی قرار دارد.

در دریابری از کشتی‌های مختلفی مانند کشتی باری، کشتی حمل مایعات، کشتی مسافربری و کشتی سربازبر بهره برده می‌شود. برای موفقیت یک عملیات نظامی بدین صورت از ترکیب از گونه‌های مختلف کشتی استفاده می‌شود که کشتی باری سلاح و تجهیزات لازم را به مقصد می‌رساند، کشتی حمل مایعات سوخت لازم را فراهم می‌سازد و کشتی‌های مسافربری و سربازبری نیروها را به میدان نبرد رسانده و تخلیه پزشکی را نیز انجام می‌دهند.
دریابری را می‌توان به دو بخش راهبردی و راهکنشی نیز تقسیم نمود. در گونه راهبردی سازوبرگ لازم به بخش‌های دارای تسهیلات بندری فرستاده می‌شود و تخلیه در بندرها صورت می‌گیرد اما در گونه راهکنشی مانند عملیات آبی خاکی سازوبرگ و نیروها به صورت مستقیم در ساحل پیاده می‌شوند.
هرچند که کشتی‌ها سرعتی بسیار کمتر از هواپیما دارند و نیازمند تسهیلات بندری برای بارگیری و تخلیه بار هستند اما توان آن‌ها در انتقال سازوبرگ نظامی به اندازه‌ای بالا است که بزرگ‌ترین هواپیماهای باربری در مقایسه تنها بخش کوچکی از بار یک کشتی را می‌توانند حمل نمایند.
دریابری بیشتر توسط کشتی‌های غیرنظامی متعلق به بخش خصوصی انجام می‌شود که به صورت قراردادی برای دولت کار می‌کنند اما در مواقع ضرورت دولت می‌تواند فرماندهی این کشتی‌ها را به دست بگیرد. کشورهایی که دارای نیروی دریای کوچک‌تری هستند کشتی‌های چندمنظوره‌ای ساخته‌اند که در آن توانایی دریابری با دیگر توانایی‌ها ترکیب شده‌است. برای نمونه می‌توان به ناوچه‌های کلاس آبسالون در نیروی دریایی سلطنتی دانمارک یا اچ‌ام‌ان‌زداس کانتربوری (ال۴۲۱) در نیروی دریایی سلطنتی نیوزیلند اشاره نمود.

## بهره‌برداری در بخش غیرنظامی
از دریابری می‌توان برای رساندن کالاها و مواد لازم به جوامع دورافتاده استفاده نمود. برای مثال در شمال کانادا بین ماه‌های ژوئیه تا اکتبر که یخ‌های دریا آب می‌شوند از دریابری برای رساندن مواد لازم به شهرها و روستاهای این قسمت استفاده می‌شود.